# Comté de Poitou
778–1422
Entités précédentes :
- Royaume d'Aquitaine (Empire carolingien)

Entités suivantes :
- Royaume de France (Poitou)

Le comté de Poitou est un ancien comté (778-1422) du royaume de France, dont la capitale était Poitiers.
Créé dès 778 par Charlemagne, il est réuni en 854 au duché d'Aquitaine par les Ramnulfides dans le cadre du royaume de Francie occidentale des Carolingiens, puis du royaume de France des Capétiens. En 1152, par le mariage d'Aliénor d'Aquitaine et d'Henri Plantagenêt, il entre dans l'empire Plantagenêt, qui inclut à partir de 1154 le royaume d'Angleterre. 
Confisqué en 1202 par Philippe Auguste, le comté entre dans le domaine royal, mais est donné à plusieurs reprises en apanage à des princes royaux de 1241 à 1417. À partir de l'avènement de Charles VII comme roi de France (1422), il ne quitte plus le domaine royal, devenant la province du Poitou.

## Histoire

### Époque carolingienne: de Charlemagne au traité de Verdun (843)

Le royaume des Francs de 481 à 814.

En 778, le roi des Francs Charlemagne divise le royaume d'Aquitaine en neuf comtés, dont le comté de Poitou (comitatus Pictavensis, littéralement « comté des Pictaves »), qui inclut les villes de Poitiers et d’Angoulême. Le premier comte est Abbon de Poitiers. En 781, Charlemagne désigne son fils aîné Louis comme roi d'Aquitaine, à la tête d'un ensemble qui s'étend de la Loire aux Pyrénées.
En 800, Charlemagne est sacré empereur d'Occident à Rome. En 814, Louis lui succède sur le trône impérial. En 817, il cède le royaume d'Aquitaine à son fils Pépin, qui meurt à Poitiers en 837.
Après la mort de Louis le Pieux (840), ses trois fils survivants entrent en conflit et finissent par conclure le traité de Verdun (843) qui partage l'empire carolingien en trois : l'Aquitaine échoit à Charles, roi de Francie occidentale. 

### Première maison d'Aquitaine (854-1137)
L'affaiblissement du pouvoir central à cette époque (en raison notamment des raids vikings) aboutit à ce qu'en 854, le comte de Poitiers Ramnulf Ier de Poitiers devient maître de l'Aquitaine, sous la dénomination de « duc d'Aquitaine ». Il crée la dynastie des Ramnulfides, en conflit avec les Guilhelmides, qui finissent par l'emporter.
Au cours du Xe siècle, le comté de Poitiers est attaqué par les comtes de Bretagne, maîtres de Nantes et de Rennes depuis 851 (traité d'Angers). Les Bretons s'emparent des territoires situés au sud de l'estuaire de la Loire (Pays de Retz et pays de Clisson).

### La dot d'Aliénor (1137-1202)
Dans le royaume de France du XIIe siècle, les rois de France capétiens sont opposés à la puissante famille des Plantagenêts, comtes d'Anjou et du Maine, et  ducs de Normandie.
Le 25 juillet 1137, la duchesse Aliénor d'Aquitaine, comtesse de Poitiers, épouse le prince héritier de France, Louis, lui apportant en dot le Poitou et l'Aquitaine. Il s'agit toutefois d'une union personnelle, Aliénor demeurant duchesse en titre de ses terres héréditaires. Le 1er août 1137 Louis devient roi à la mort de son père Louis VI le Gros. Louis et Aliénor sont couronnés ducs d'Aquitaine dans la cathédrale Saint-Pierre de Poitiers, le 8 août 1137. 
Mais, quinze ans plus tard, le mariage est annulé (21 mars 1152) et, le 18 mai 1152, Aliénor épouse Henri Plantagenêt dans la cathédrale de Poitiers. Henri Plantagenêt devient de surcroit roi d'Angleterre en 1154. Il se trouve donc à la tête d'un vaste empire féodal, l' « Empire Plantagenêt »,  incluant le comté de Poitiers (toujours en union personnelle), en partie comme vassal du roi de France, en partie comme roi totalement indépendant.
Les conflits qui s'ensuivent entre les deux maisons aboutissent, en 1202, à la victoire du roi de France Philippe Auguste sur le roi d'Angleterre Jean sans Terre : la commise des possessions continentales de Jean est décrétée , le 28 avril 1202, et le Poitou est confisqué. 
Remis au duc de Bretagne Arthur Ier, il est rattaché au domaine royal à la mort de ce dernier (1203).

### Période des apanages (1241-1422)
De 1241 à 1417, le comté est plusieurs fois donné en apanage à des princes royaux de France, mais revient à chaque fois au domaine royal, à la suite de la mort sans descendance du titulaire ou de son avènement comme roi de France. 
En 1241, Alphonse de Poitiers reçoit de Louis IX le comté de Poitou, la Saintonge et l'Auvergne, mais cet ensemble féodal revient à la couronne à sa mort en 1271. 
En 1314, le comté de Poitou est érigé en comté-pairie par Louis X au profit de son frère Philippe, fait comte par leur père Philippe IV le Bel. Mais Philippe devient roi de France (Philippe V) et ne réattribue pas le comté.
Au début de la guerre de Cent Ans (1337-1453), lors du traité de Brétigny (1360), le Poitou est cédé au roi d'Angleterre Édouard III, aussi duc d'Aquitaine. Il est reconquis en décembre 1372 par Bertrand Du Guesclin et Jean de Berry, à qui il est donné en apanage.
Après le décès de Jean de Berry sans héritier (1416), le comté est attribué aux princes héritiers (titrés dauphins de Viennois) : Jean de Touraine (1416-1417), puis Charles. Charles (VII) devient roi de France en 1422. Le comté revient alors définitivement au domaine royal. 

### Après 1422
Le comté de Poitou fait alors partie des territoires contrôlés par Charles, le « roi de Bourges », alors que le nord du royaume est détenu jusqu'à la Loire par le roi d'Angleterre Henri VI, proclamé roi de France en vertu du traité de Troyes (1420), allié au duc de Bourgogne Philippe le Bon.
Ce n'est qu'en 1453 que Charles VII réussit à reconquérir le duché d'Aquitaine (prise de Bordeaux), mettant ainsi fin à la guerre de Cent Ans.
Par la suite, le comté de Poitou devient une des provinces du royaume à l'époque de la monarchie absolue, le Poitou.
En 1790, le territoire est réparti pour la plus grande partie entre les départements de la Vienne, des Deux-Sèvres et de la Vendée, qui deviennent aussi des diocèses (constitution civile du clergé et concordat de 1801).

## Étendue géographique

Les fiefs de France, dont le comté de Poitou, en 1030.
Les fiefs de France, dont le comté de Poitou, en 1154.
Les fiefs de France, dont le comté de Poitou, en 1180.
Les différents apanages de France en 1388.
Le comté de Poitou en 1477.

En 1223, soit au début du règne de Louis IX, le comté s'étend de l'Atlantique à la Brenne, et est limitrophe, notamment, au comté de Bretagne (qui ne deviendra pas un duché avant quelques siècles), au comté d'Anjou, à la vicomté de Limousin, au duché de Guyenne. Sa principale ville est Poitiers.
Trois ans plus tard, lorsque le comté est cédé à Alphonse, comme il l'est en même temps que Saintonge et Auvergne, on le voit couramment courir de l'Atlantique au Livradois, et toucher ainsi le comté de Forez ; mais Clermont est une enclave. Au Nord, le comté va jusqu'à Thouars, sur la façade ouest, La Rochelle, Taillebourg et Saintes sont déjà de belles villes. Le comté longe ensuite le duché de Guyenne, le comté d'Angoulême, la vicomté de Limoge, le comté de Toulouse au niveau de Carlat (qui appartient à l'Auvergne), remonte vers le Nord et l'Allier à côté du comté du Gévaudan et du comté de Velay, longe le comté de Forez (déjà mentionné) et la seigneurie de Bourbon.
Vers 1280, le comté perd la vicomté de Châtellerault, à la suite du mariage de l'héritière de la vicomté avec Jean II d'Harcourt (la vicomté reste alors dans la maison d'Harcourt jusqu'en 1447, avant de rejoindre la maison d'Anjou).
En 1415, Charles VI octroie la seigneurie de Parthenay, territoire devenu rebelle, à Arthur de Richemont. Cette dotation n'est effective qu'en 1427, après la libération d'Arthur et le sacre de Charles VII. La seigneurie s'ajoute ensuite aux terres de la maison de Dunois, héritière d'Arthur.